# مارثون (نيويورك)
مارثون (بالإنجليزية: Marathon, New York)‏ هي بلدة أمريكية تقع في الولايات المتحدة في مقاطعة كورتلاند، نيويورك. يقدر عدد سكانها بـ 1,967 نسمة وترتفع عن سطح البحر 406 متر.